# 304

## Починали
- Луция, християнска светица
- Анастасия, християнска светица
- Марцелин, римски папа